# Agelena lingua
Agelena lingua är en spindelart som beskrevs av Embrik Strand 1913. Agelena lingua ingår i släktet Agelena och familjen trattspindlar. Inga underarter finns listade i Catalogue of Life.